# Don Baum
Pour les articles homonymes, voir Baum.
Don Baum, né en 1922 à Escanaba (Michigan) et mort le 28 octobre 2008 à Evanston (Illinois), est un illustrateur, peintre, sculpteur et universitaire américain.
Don Baum arrive à Chicago dans les années 1940 pour y étudier l'histoire de l'art. Il s'y consacre tout d'abord à la peinture, puis se tourne vers l'assemblage artistique de divers objets. Il fait partie avec George Cohen, Leon Golub, Nancy Spero, Horace Clifford Westermann et Karl Wirsum des Monster Roster, selon l’appellation créée en 1959 par le critique d'art Franz Schulze. De 1956 à 1972, Baum est directeur des expositions du Hyde Park Art Center de Chicago. Il se consacre également, pendant de nombreuses années, à l'enseignement, au sein de l’université Roosevelt et de l’École de l'Institut d'art de Chicago.